# آشاغا-آرخیت
آشاغا-آرخیت (به لاتین: Ashaga-Arkhit) یک منطقهٔ مسکونی در روسیه است که در داغستان واقع شده‌است.